# Peter Hook

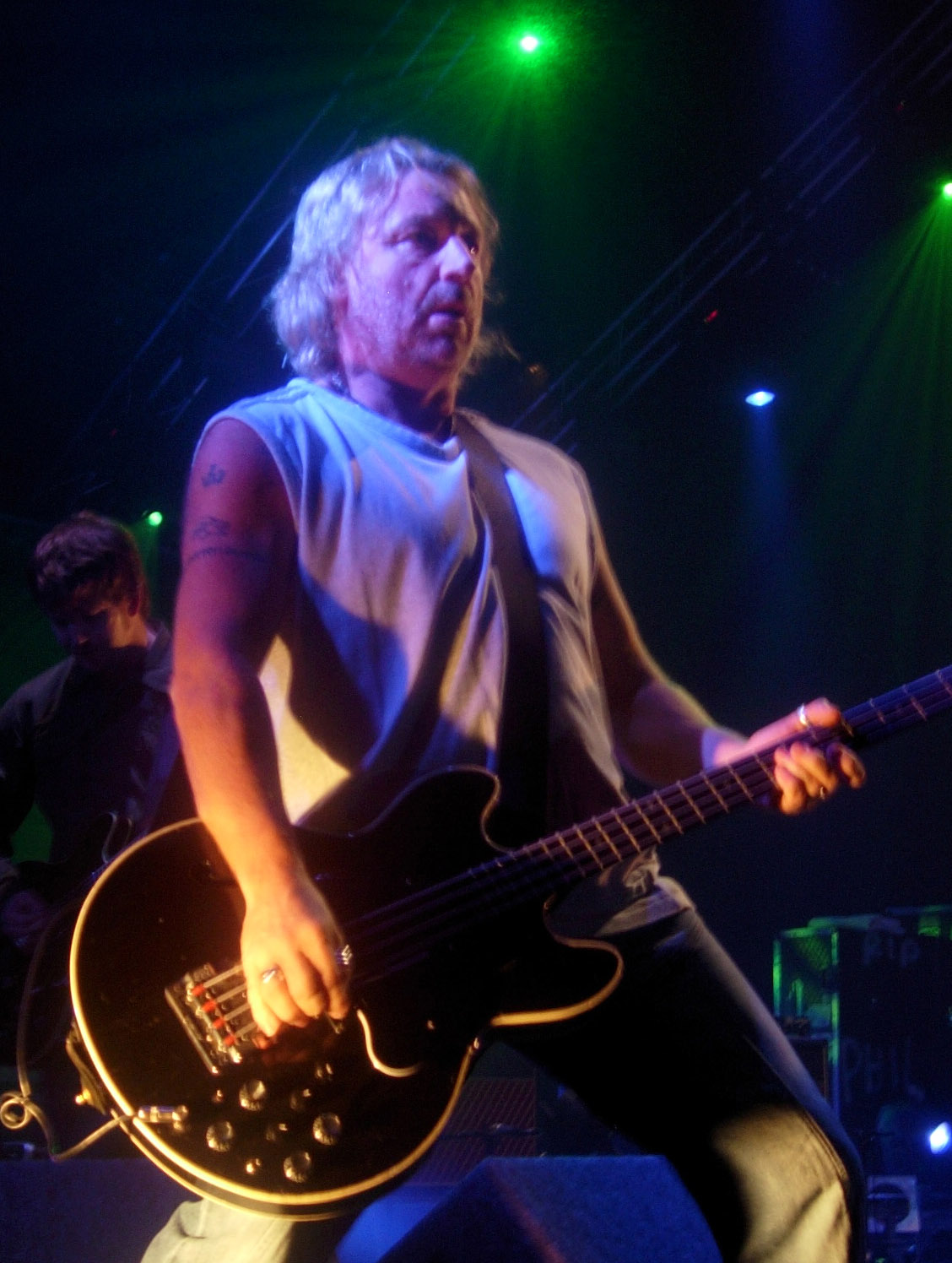
Peter Hook under en spelning med New Order 2005.

Peter Hook, född Peter Woodhead den 13 februari 1956 i Salford, England, är en brittisk basist.
Peter Hook var 1977 med och bildade postpunkbandet Joy Division. Efter att sångaren i bandet, Ian Curtis, begått självmord i maj 1980 startade de kvarvarande medlemmarna (Peter Hook, Bernard Sumner och Stephen Morris) bandet New Order.
I New Order spelade Peter Hook bas fram till 2007 då han hoppade av bandet. Han har även spelat med musikgrupperna Revenge, Monaco och Freebass. 2010 bildade han bandet Peter Hook and The Light.
År 2015 stämde Peter Hook sina tidigare bandkollegor för att de fortsatte att använda namnet New Order utan hans medverkan. Det slutade med en ekonomisk överenskommelse mellan parterna.
Peter Hook har givit ut de självbiografiska böckerna Unknown Pleasures: Inside Joy Division (2012) och Substance: Inside New Order (2016) där han berättar om sin tid i banden. Han är gift med Rebecca och har tre barn. Han var från 1994 gift några år med den brittiska skådespelaren Caroline Aherne.
Rolling Stone placerade, år 2020, Hook på plats 46 på en lista över tidernas bästa basister.